# Distretto di Gicumbi
Il distretto di Gicumbi è un distretto (akarere) del Ruanda, parte della Provincia Settentrionale, con capoluogo Byumba.
Il distretto si compone di 21 settori (imirenge):
- Bukure
- Bwisige
- Byumba
- Cyumba
- Giti
- Kageyo
- Kaniga
- Manyagiro
- Miyove
- Mukarange
- Muko
- Mutete
- Nyamiyaga
- Nyankenke
- Rubaya
- Rukomo
- Rushaki
- Rutare
- Ruvune
- Rwamiko
- Shangasha